# Clássico do Sul Fluminense
Clássico do Sul Fluminense é a rivalidade futebolística entre as equipes do Volta Redonda Futebol Clube e do Resende Futebol Clube.
Apesar do clube de Resende ser centenário, foi apenas em 2008 que conseguiu chegar a primeira divisão do Campeonato Carioca. Por isso, as duas equipes disputaram apenas 17 jogos oficiais. 
O retrospecto no clássico Sul Fluminense é favorável ao Volta Redonda, com nove vitórias, quatro empates e cinco derrotas.
Os dois times adquiriram a rivalidade por causa da proximidade entre as duas cidades, e devido ao fato de, em geral, fazerem campanhas semelhantes nos campeonatos, disputando posições acirradamente.

## Primeiro confronto
| Competição: | Campeonato Carioca          |
| Data:       | 22/03/2008                  |
| Placar:     | Volta Redonda 3-3 Resende   |
| Estádio:    | Estádio Raulino De Oliveira |

## Estatísticas

### Maiores goleadas
Volta Redonda 5-1 Resende Estadual de 2023
- Volta Redonda 5–0, pela Copa Rio de 2008
- Resende 6–2, pelo Estadual de 2014
- Resende à favor 0–4, pelo Estadual
- Resende à favor 2–4, pela Taça Guanabara

### Campeonato Estadual
- 9 jogos - 4 vitorias Para O Volta Redonda e 3 para o Resende [4]
- 16 gols do Resende e 22 do Volta Redonda[4]

## Confrontos
| 1  | 17/01/2007 | Volta Redonda 2 – 0 Resende | Estádio Municipal Antônio Corrêa, Itatiaia | Amistoso                                  | [ 5 ]  |  |    |            |                             |                                            |                    |        |
| 2  | 22/03/2008 | Volta Redonda 3 – 3 Resende | Estádio Raulino de Oliveira, Volta Redonda | Estadual                                  | [ 5 ]  |  |    |            |                             |                                            |                    |        |
| 3  | 26/04/2008 | Volta Redonda 1 – 0 Resende | Estádio do Trabalhador, Resende            | Copa Rio                                  | [ 5 ]  |  |    |            |                             |                                            |                    |        |
| 4  | 07/05/2008 | Volta Redonda 5 – 0 Resende | Estádio Raulino de Oliveira, Volta Redonda | Copa Rio                                  | [ 5 ]  |  |    |            |                             |                                            |                    |        |
| 5  | 30/12/2008 | Volta Redonda 2 – 0 Resende | Estádio Luso Brasileiro, Rio de Janeiro    | Jogo-treino                               | [ 5 ]  |  |    |            |                             |                                            |                    |        |
| 6  | 22/03/2009 | Volta Redonda 3 – 0 Resende | Estádio do Trabalhador, Resende            | Estadual                                  | [ 5 ]  |  |    |            |                             |                                            |                    |        |
| 7  | 03/03/2010 | Volta Redonda 4 – 0 Resende | Estádio Raulino de Oliveira, Volta Redonda | Estadual                                  | [ 5 ]  |  |    |            |                             |                                            |                    |        |
| 8  | 12/09/2010 | Volta Redonda 1 – 1 Resende | Estádio Raulino de Oliveira, Volta Redonda | Copa Rio                                  | [ 5 ]  |  |    |            |                             |                                            |                    |        |
| 9  | 29/09/2010 | Volta Redonda 1 – 1 Resende | Estádio do Trabalhador, Resende            | Copa Rio                                  | [ 5 ]  |  |    |            |                             |                                            |                    |        |
| 10 | 29/01/2011 | Volta Redonda 0 – 1 Resende | Estádio do Trabalhador, Resende            | Taça Guanabara                            | [ 6 ]  |  |    |            |                             |                                            |                    |        |
| 11 | 21/09/2011 | Volta Redonda 1 – 3 Resende | Estádio Raulino de Oliveira, Volta Redonda | Copa Rio                                  | [ 7 ]  |  |    |            |                             |                                            |                    |        |
| 12 | 15/01/2012 | Volta Redonda 1 – 2 Resende | Estádio Joaquim de Morais Filho, Taubaté   | Final da Copa de Verão do Vale do Paraíba | [ 8 ]  |  |    |            |                             |                                            |                    |        |
| 13 | 08/04/2012 | Volta Redonda 1 – 1 Resende | Estádio Raulino de Oliveira, Volta Redonda | Taça Rio                                  | [ 1 ]  |  |    |            |                             |                                            |                    |        |
| 14 | 20/04/2012 | Volta Redonda 2 – 0 Resende | Estádio de Moça Bonita, Rio de Janeiro     | Semifinal do Troféu Luiz Penido           | [ 1 ]  |  |    |            |                             |                                            |                    |        |
| 15 | 31/01/2013 | Volta Redonda 2 – 4 Resende | Estádio Raulino de Oliveira, Volta Redonda | Taça Guanabara                            | [ 9 ]  |  |    |            |                             |                                            |                    |        |
| 16 | 26/01/2014 | Volta Redonda 2 – 6 Resende | Estádio do Trabalhador, Resende            | Taça Guanabara                            | [ 10 ] |  |    |            |                             |                                            |                    |        |
| 17 | 04/04/2015 | Volta Redonda 4 – 3 Resende | Estádio Raulino de Oliveira, Volta Redonda | Taça Guanabara                            | [ 11 ] |  |    |            |                             |                                            |                    |        |
| 18 | 03/02/2016 | Volta Redonda 1 – 1 Resende | Estádio Luso-Brasileiro                    | Taça Guanabara                            | [ 12 ] |  |    |            |                             |                                            |                    |        |
| 19 | 01/05/2016 | Volta Redonda 3 – 0 Resende | Estádio São Januário                       | Final da Taça Rio de 2016                 | [ 13 ] |  |    |            |                             |                                            |                    |        |
| 20 | 28/01/2017 | Volta Redonda 2 – 2 Resende | Estádio do Trabalhador, Resende            | Taça Guanabara                            | [ 14 ] |  |    |            |                             |                                            |                    |        |
| 21 | 22/02/2019 | Volta Redonda 1 – 0 Resende | Estádio do Trabalhador, Resende            | Taça Rio                                  | [ 15 ] |  |    |            |                             |                                            |                    |        |
| 22 | 02/07/2020 | Volta Redonda 2 – 1 Resende | Estádio do Maracanã, Rio de Janeiro        | Taça Rio                                  | [ 16 ] |  |    |            |                             |                                            |                    |        |
| 23 | 23/03/2021 | Volta Redonda 0 – 1 Resende | Estádio do Trabalhador, Resende            | Taça Guanabara                            | [ 17 ] |  |    |            |                             |                                            |                    |        |
| 24 | 02/03/2022 | Volta Redonda 1 – 2 Resende | Estádio Raulino de Oliveira, Volta Redonda | Campeonato Carioca                        | [ 18 ] |  | 25 | 25/01/2023 | Volta Redonda 5 – 1 Resende | Estádio Raulino de Oliveira, Volta Redonda | Campeonato Carioca | [ 19 ] |